# Erythrodiplax
Erythrodiplax is een geslacht van libellen (Odonata) uit de familie van de korenbouten (Libellulidae).

## Soorten
Erythrodiplax omvat 58 soorten:
- Erythrodiplax abjecta (Rambur, 1842)
- Erythrodiplax acantha (Borror, 1942)
- Erythrodiplax amazonica (Sjöstedt, 1918)
- Erythrodiplax anatoidea (Borror, 1942)
- Erythrodiplax andagoya (Borror, 1942)
- Erythrodiplax angustipennis (Borror, 1942)
- Erythrodiplax anomala (Brauer, 1865)
- Erythrodiplax atroterminata (Ris, 1911)
- Erythrodiplax attenuata (Kirby, 1889)
- Erythrodiplax avittata (Borror, 1942)
- Erythrodiplax basalis (Kirby, 1897)
- Erythrodiplax basifusca (Calvert, 1895)
- Erythrodiplax berenice (Drury, 1773)
- Erythrodiplax branconensis (Sjöstedt, 1929)
- Erythrodiplax bromeliicola (Westfall in Needham, Westfall & May, 2000)
- Erythrodiplax castanea (Burmeister, 1839)
- Erythrodiplax cauca (Borror, 1942)
- Erythrodiplax chromoptera (Borror, 1942)
- Erythrodiplax cleopatra (Ris, 1911)
- Erythrodiplax clitella (Borror, 1942)
- Erythrodiplax connata (Burmeister, 1839)
- Erythrodiplax corallina (Brauer, 1865)
- Erythrodiplax diversa (Navás, 1916)
- Erythrodiplax famula (Erichson, 1848)
- Erythrodiplax fervida (Erichson, 1848)
- Erythrodiplax fulva (Borror, 1957)
- Erythrodiplax funerea (Hagen, 1861)
- Erythrodiplax fusca (Rambur, 1842)
- Erythrodiplax gomesi (Santos, 1946)
- Erythrodiplax hyalina (Förster, 1907)
- Erythrodiplax ines (Ris, 1911)
- Erythrodiplax juliana (Ris, 1911)
- Erythrodiplax justiniana (Selys in Sagra, 1857)
- Erythrodiplax kimminsi (Borror, 1942)
- Erythrodiplax latimaculata (Ris, 1911)
- Erythrodiplax lativittata (Borror, 1942)
- Erythrodiplax laurentia (Borror, 1942)
- Erythrodiplax leticia (Machado, 1996)
- Erythrodiplax longitudinalis (Ris, 1919)
- Erythrodiplax luteofrons (Santos, 1956)
- Erythrodiplax lygaea (Ris, 1911)
- Erythrodiplax maculosa (Hagen, 1861)
- Erythrodiplax media (Borror, 1942)
- Erythrodiplax melanica (Borror, 1942)
- Erythrodiplax melanorubra Borror, 1942
- Erythrodiplax minuscula (Rambur, 1842)
- Erythrodiplax nigricans (Rambur, 1842)
- Erythrodiplax nivea (Borror, 1942)
- Erythrodiplax ochracea (Burmeister, 1839)
- Erythrodiplax pallida (Needham, 1904)
- Erythrodiplax paraguayensis (Förster, 1904)
- Erythrodiplax parvimaculata (Borror, 1942)
- Erythrodiplax solimaea (Ris, 1911)
- Erythrodiplax tenuis (Borror, 1942)
- Erythrodiplax transversa (Borror, 1957)
- Erythrodiplax umbrata (Linnaeus, 1758)
- Erythrodiplax unimaculata (De Geer, 1773)
- Erythrodiplax venusta (Kirby, 1897)